# Elizabeth Thomas
Elizabeth Mary Thomas (Memphis, Tennessee, 29 de marzo de 1907 - Jackson, Misisipi, 28 de noviembre de 1986) fue una egiptóloga estadounidense.
Trabajó en la Necrópolis tebana, cercana a Luxor, registrando y publicando planos de tumbas en el Valle de los Reyes y Valle de las Reinas.

## Formación
Thomas nació en Memphis en 1907, hija de John Albert T. Thomas y Ruth Archer Thomas. Junto a sus dos hermanos mayores, James y Wilmer, creció en Grenada (Misisipi). Thomas comenzó a estudiar en el Grenada College en 1924, trasladándose al Hollins College al año siguiente. Tomó un descanso en sus estudios durante casi diez años, reanudando después sus estudios en el Grenada College.  Más tarde se trasladó de nuevo para asistir a la Universidad de Misisipi, donde se licenció en 1937. Viajó por primera vez a Egipto en 1935, pasando la gran mayoría de tiempo en las tumbas de los Valles de los Reyes y de las Reinas. Al regresar del viaje, Thomas comenzó a estudiar Egiptología en el Instituto Oriental de Chicago en 1938. Allí estudió toda una variedad de temas, incluido el idioma hebreo, así como el idioma y la cultura del antiguo Egipto.  
Sus estudios de posgrado se vieron desbaratados por Segunda Guerra Mundial. Entre 1942 y 1946 Thomas sirvió en el Signal Corps, trabajando como criptógrafa. Retomó su posgrado en 1948 y leyó su tesis sobre cosmología de los textos de las pirámides. Thomas recibió su título de máster aquel año. Regresó a Egipto para llevar a cabo varias campañas de trabajos entre 1948 y 1960, concentrándose en tumbas reales.

## Primera Visita a Egipto
Thomas hizo su primera visita a Egipto un año antes de su graduación con Thomas Cook & Sons, una empresa de turismo para garantizar la seguridad. Sin embargo, cuando descubrió que el recorrido no siempre incluía los sitios que quería explorar o no le daba tiempo suficiente para estudiar sus monumentos en detalle, contrató transporte y guías como su única compañía para aventurarse y estudiar en el desierto. Desde febrero hasta principios de marzo de 1938 viajó por Luxor, donde pasó la mayor parte de su tiempo visitando y estudiando las tumbas de los Valles de los Reyes y las Reinas. Thomas conoció al egiptólogo Charles F. Nims y su esposa Myrtle Nim, mientras visitaba la Casa de Chicago, la sede de campo en Luxor de la Epigraphic Survey de la Universidad de Chicago.

## Investigación

### Reina Hatshepsut
Thomas trabajó en la tumba KV60 de la nodriza de Hatshepsut, que fue descubierta en 1903. Thomas argumentó que una de las momias era la reina Hatshepsut, a pesar de que la tumba pertenecía a su nodriza, porque el brazo izquierdo de la momia estaba colocado sobre su pecho. El posicionamiento del brazo significaba realeza, aunque Thomas no pudo probar su afirmación sobre la identificación. Thomas escribió en su libro, The royal necropoleis of Thebes [sic], que "De la ... momia no se puede decir nada sin un examen. Solo es posible hacer una pregunta con la mayor temeridad: ¿enterró Thutmosis III [hijastro y sucesor de Hatshep-sut] a Hatshepsut intrusivamente en esta simple tumba bajo la suya propia?" 
La tumba se perdió y se redescubrió en la década de 1980. En 2007, el Dr. Zahi Hawass, Secretario General de Egipto para el Consejo Supremo de Antigüedades, anunció que la momia era de hecho Hatshepsut, verificada a través de pruebas de ADN.

### Otros
Antes de que se supiera mucho sobre la tumba KV5, Elizabeth Thomas sospechó que esta tumba pudo haber pertenecido a la descendencia real de Ramsés II. Su sospecha fue mencionada en un informe sobre robos de tumbas realizado por inspectores del gobierno que ocurrieron siglos después de la construcción de la KV5. A pesar de que posteriores generaciones de ladrones de tumbas dejaron la tumba en estado de ruina, se conservó lo suficiente para probar que Thomas estaba en lo correcto.

## Publicaciones
- Thomas, Elizabeth (1966). The royal necropoleis of Thebes. Princeton.
- Thomas, Elizabeth (1978). «The 'Well' in Kings' Tombs of Bibân el-Molûk». The Journal of Egyptian Archaeology 64: 80-83. doi:10.2307/3856437.

- Datos: Q519857